# Ambako Vačadze
Ambako Vačadze (* 17. března 1983 v Kutaisi) je bývalý gruzínský a ruský zápasník – klasik.

## Sportovní kariéra
Zápasení se věnoval od svých 14 let v rodném Kutaisi. V roce 1999 se s rodinou přestěhoval z Gruzie do ruského obce Balakirevo ve Vladimirské oblasti, kde se specializoval na řecko-římský (klasický) styl pod vedením Sergeje Agamova. Vrcholově se připravoval v Moskvě v armádní tréninkovém centru CSKA. V ruské mužské reprezentaci se pohyboval od roku 2005 v lehké váze do 66 kg. V roce 2008 prohrál nominaci na olympijské hry v Pekingu se Sergejem Kovalenkem. V roce 2011 jako favorit na vítězství selhal na mistrovství světa v Istanbulu, kde bylo ve hře šest kvalifikační kvót pro olympijské hry v Londýně. V olympijském roce 2012 nezvládl se svými krajany náročný olympijský kvalifikační turnaj a Rusko tak ve váze do 66 kg nemělo na olympijských hrách v Londýně zastoupení. Sportovní kariéru ukončil v roce 2015. Věnuje se trenérské práci.

## Výsledky
| Turnaj             | 2007 | 2008 | 2009 | 2010 | 2011 |
| Turnaj             | 24   | 25   | 26   | 27   | 28   |
| Turnaj             | -66  | -66  | -66  | -66  | -66  |
| ------------------ | ---- | ---- | ---- | ---- | ---- |
| Olympijské hry     |      | —    |      |      |      |
| Mistrovství světa  | úč.  |      | 3.   | 1.   | úč.  |
| Mistrovství Evropy | —    | —    | 1.   | 1.   | 1.   |